# メダル・オブ・オナー (ゲームソフト)
『メダル・オブ・オナーシリーズ』（Medal of Honor、略称：MOH）は、エレクトロニック・アーツより発売されている第二次世界大戦をはじめとした戦争を舞台とした一人称視点シューティング(FPS)のゲームソフト。タイトルはアメリカ合衆国の最高軍事勲章である名誉勲章に由来する。
1999年にシリーズ第1作『Medal of Honor』がリリースされた。現時点での最新作は、2020年にリリースされた『Medal of Honor: Above and Beyond』である。

## 歴史

### 1作目『Medal of Honor』の制作
シリーズ1作目『Medal of Honor』を開発したDreamWorks Interactive（DWI）は、1995年にドリームワークスSKGの子会社として設立された。当時、パラマウントやユニバーサル、ディズニーなどでも同様の「インタラクティブ」部門が次々と設立されており、ドリームワークスもこれに続いたのである。また、映画監督スティーヴン・スピルバーグも、DWIの共同創業者として名を連ねていた。スピルバーグはかつてアタリやルーカスアーツの非公式な顧問として何度かゲーム開発に携わった経験があった。
1997年11月11日、映画『プライベート・ライアン』のポストプロダクション作業の最中だったスピルバーグは、後に『Medal of Honor』となるゲームのアイデアをDWIに持ち込んだ。『プライベート・ライアン』は激しい暴力描写のためR指定とされていたが、スピルバーグは10代の息子マックス（Max Spielberg）がN64のFPS『ゴールデンアイ 007』をよく遊んでいたことに触発され、第二次世界大戦に対する関心をビデオゲームを通じて若い観客と共有したいと考えたのである。スピルバーグの説明したコンセプトは、ヨーロッパ戦線を舞台としたPlayStation（PS）向けのFPSで、タイトルは名誉勲章に因んだものとするというものだった。しかし、当時のPS市場でFPSは注目されているジャンルとは言い難く、また第二次世界大戦というテーマも古臭いと考えられていたので、このプロジェクトに高い優先度は与えられなかった。1週間の猶予の後に提出されたデモは、かつてDWIで開発された『The Lost World: Jurassic Park』のエンジンを元にした簡素なものだったが、スピルバーグ自身が演出を手掛けたこともあって、非常に印象的なものであった。1998年に公開された『プライベート・ライアン』が大ヒットを記録したことも、DWIの開発者たちを勇気づけた。
PS初期のゲームということもあり、グラフィック面ではいくらかの妥協を余儀なくされた。すべてのミッションが夜間に行われるのもそのためである。一方、キャラクターのアニメーションやAIの設計は非常に先進的で、視覚的な制限を補って余りあるものだった。投げられた手榴弾を蹴り返したり、撃たれて銃やヘルメットを落とす、遮蔽物に逃げ込むなど、敵のドイツ兵はプレイヤーの行動に様々な反応を見せるようになった。スピルバーグはゲームとプレイヤーの関わり合い、すなわち「インタラクティブ・エンターテイメント」としての側面に強い関心を持っていた。変装して銃の代わりに身分証を持つミッションも、スピルバーグのこうした関心に基づいてデザインされたもので、当時のFPSにおいては革新的な演出であった。音響効果や音楽も重視され、作曲家のマイケル・ジアッチーノが招かれた。また、スピルバーグは『プライベート・ライアン』の制作にも参加したデイル・ダイ元海兵大尉を軍事アドバイザーとして招くよう指示した。ダイは以後の作品でも何度かアドバイザーを務めている。
1998年、『Medal of Honor』のデモディスクを受け取ったエレクトロニック・アーツ（EA）は、直ちにDWIをパートナープログラムに登録した。しかし1999年4月、コロンバイン高校銃乱射事件が発生すると、FPSに対する世間の印象は著しく悪化した。事件を受け、当初のデモに含まれていた人体欠損などのゴア描写がカットされた。さらに数ヶ月後には名誉勲章協会会長ポール・ブハ元陸軍大尉からタイトル変更を求める抗議の手紙が届いた。しかし、後に開発チームの考え方やゲーム内容に納得したブハは抗議を撤回、協会としてDWIを支持する旨を発表した。1999年11月11日、PS向けに『Medal of Honor』がリリースされた。

### 2作目以降
2000年、『Medal of Honor: Underground』が発表された。主人公マノン・バティステは実在のOSSエージェント、ヘレン・デシャン・アダムスをモデルとしていた。『アンダーグラウンド』の開発中にDWIはEAに買収され、EAロサンゼルス（EA Los Angeles, EA LA）と改称された。
最初の2作はPSというハードの制約もあり、OSSによる小規模な潜入工作を描いていたが、EAは続編においてより大規模な作戦をテーマにすることを求めた。2002年、最初のPC向けタイトル『メダル・オブ・オナー アライドアサルト』がリリースされた。2015, Inc.が開発を担当した同作では、初めて多人数マルチプレイヤーモードが搭載された。『アライドアサルト』では、『プライベート・ライアン』を参考にした演出が多く取り入れられ、シナリオやセリフ、キャラクター、マップの造形にも類似点が多い。とりわけ、ノルマンディ上陸作戦を描いた3つ目のミッションの迫力は、同じ戦いを描いた『プライベート・ライアン』序盤のシーンに匹敵しうるものとも評された。大規模な戦いを描くにあたって、2015では前作までの主人公が単独でドイツ軍と戦うという構図から離れ、チームの一員として友軍部隊と共に行動する場面を増やすことが意識された。
2003年、第6世代コンシューマ向けタイトルとして、EA LAが開発を手掛けた『メダル・オブ・オナー 史上最大の作戦』がリリースされた。以後の10年間は主にEA LAによってシリーズ作品が開発されていくことになる。同年11月11日には『メダル・オブ・オナー ライジングサン』がリリースされた。『ライジングサン』は『史上最大の作戦』ほどの評価は受けなかったが、PS2版には当時珍しかったオンラインマルチプレイヤーモードが搭載されていたことが注目された。2004年、PC向けタイトル『メダル・オブ・オナー パシフィックアサルト』がリリースされた。2005年、コンシューマ向けタイトル『メダル・オブ・オナー ヨーロッパ強襲」がリリースされた。『ヨーロッパ強襲』では、ジョン・ミリアスが脚本を担当した。2007年には『メダル・オブ・オナー ヴァンガード』および『メダル・オブ・オナー エアボーン』の2本がリリースされた。『ヴァンガード』は第6世代コンシューマ向けとしては最後のタイトルで、『エアボーン』は第7世代コンシューマおよびPC向けとなった。以後の数年間、新作は発表されなかった。FPSのトレンドが現代戦へと移行した上、ユーザーの興味が同じく戦争をテーマにしたFPSシリーズであるコール オブ デューティシリーズやバトルフィールドシリーズに移ったためである。
携帯機向けには、2003年にゲームボーイアドバンス向けの『メダル・オブ・オナー アドバンス』、2006年にPlayStation Portable（PSP）向けの『メダル・オブ・オナー ヒーローズ』、2008年に同じくPSP向けの『メダル・オブ・オナー ヒーローズ2』がリリースされた。また、2006年にはEAモバイルから携帯電話向けのタイトルとして『Medal of Honor』がリリースされたほか、2007年には携帯電話版の『エアボーン』もリリースされた。
2010年、シリーズのリブート後の第1作として、アフガニスタンでの現代戦を題材とした『メダル・オブ・オナー』がリリースされた。このリブート版『メダル・オブ・オナー』がある程度高く評価されたことで、2012年には続編『メダル・オブ・オナー ウォーファイター』がリリースされた。しかし、『ウォーファイター』は様々な点で酷評され、売上も芳しいものではなかった。『ウォーファイター』のライバルは、前年にEAからリリースされ、同じFrostbite 2エンジンを採用していた『バトルフィールド3』であった。『ウォーファイター』の失敗を受け、EAは『メダル・オブ・オナー』シリーズを定期的なリリースの対象から外し、バトルフィールドシリーズの開発にリソースを集中させていくことを発表した。
2020年、PC向けOculus VR対応タイトルとして、『Medal of Honor: Above and Beyond』がリリースされた。初期のシリーズと同様、第二次世界大戦におけるOSSの秘密任務を題材とする。

### 『コール オブ デューティ』シリーズとの関係
『アライドアサルト』は非常に高く評価された一方、以後2015が『メダル・オブ・オナー』シリーズの制作に携わることはなかった。『アライドアサルト』の元開発者らは2015を離れてInfinity Wardを設立し、アクティビジョン社のもとで第二次世界大戦を題材にしたシングルプレイヤーFPSの開発を進めた。これが『コール オブ デューティ』として2003年にリリースされることになる。ほとんどのミッションが『アライドアサルト』のノルマンディ上陸作戦と同等の水準となることを目指して制作された。開発中、このゲームは社内で『メダル・オブ・オナー・キラー』と通称されていた。『アライドアサルト』から引き継がれた演出手法のうち、特に重視されたのはプレイヤーと共に行動するAI分隊であった。こうした友軍の存在は、プレイヤーにチームの一員であると感じさせ、より現実的な戦場の雰囲気を作り上げると考えられたためである。
2002年の『史上最大の作戦』は多くのメディアでゲーム・オブ・ザ・イヤーに選出された。しかし、2003年の『ライジングサン』は『コール オブ デューティ』と、翌年の『パシフィックアサルト』も『コール オブ デューティ2』と比較され、『史上最大の作戦』ほど高くは評価されなかった。以後のタイトルもしばしば『コール オブ デューティ』シリーズと比較され、対抗するためにその演出技法などが『メダル・オブ・オナー』シリーズでも模倣されるようになっていった。

## 評価
第1作『Medal of Honor』は、映画的な手法を以て第二次世界大戦を描いた最初のビデオゲームであったと言われている。このことを指し、かつて期せずして第1作の開発のきっかけを作ったマックス・スピルバーグは、後年「メダル・オブ・オナーは、ゲームと映画の融合における数少ない成功例の1つだ」（Medal of Honor is one of the few great marriages of game and film）、「ぐらついてはいたが、それは銀幕と家庭用ゲーム機の間に架けられた最初の橋だった」（It was that first rickety bridge built between the silver screen and the home console.）と評した。
ギネス世界記録のいくつかの項目でも取り上げられた。
- 第1作『Medal of Honor』は、名誉勲章協会からの支持を受けたことについて、「最も専有的な推奨を受けたビデオゲーム」（Most exclusive endorsement for a videogame）とされた[6]。
- 現代戦に移行したリブート後の2作を除く12作について、2016年時点での「最もタイトルが多い第二次世界大戦シューターのシリーズ」（Most prolific WWII shooter videogame series）とされた[7]。また、これら12作の売上本数は合計28,930,000本に上り、同時に「最も売れた第二次世界大戦のビデオゲームのシリーズ」（Best-selling WWII videogame series）ともされている[8]。
- Wii版の『ヒーローズ2』は、「最初に32人オンラインプレイモードを搭載したWiiのゲーム」（First Wii game to feature 32-player online play）とされる。また、『ヒーローズ2』は光線銃Wii Zapperに対応した最初のサードパーティ製ソフトでもあった[9]。
- 『エアボーン』では、ミッション開始時の降下の際にキャラクターを操作することができた。このことから、FPSというジャンルにおいてマップ内のあらゆる場所からミッションを開始することができる最初のゲームであったとみなされ、「ビデオゲームにおける最も開放的な環境」（Most open environments in a videogame）とされた[10]。
- 2008年のアメリカ大統領選挙の際、ジョン・マケイン上院議員（共和党）を支援するテレビCMの1つで『ヨーロッパ強襲』のCasualties of WarというBGMが使われた。このことから、「最初に政治活動で使われたビデオゲームの音楽」（First use of videogame music in an election campaign）とされた。なお、使用にあたって『ヨーロッパ強襲』の作曲家クリストファー・レナーツの同意は得られていなかった[11]。

## シリーズ作品
| ソニー | マイクロソフト                                                                                 | 任天堂                                                | その他    |                   |      |                 |
| 1999 | Medal of Honor                                                                                 | DreamWorks Interactive                                | PS        | N/A               | N/A  | N/A             |
| 2000 | Medal of Honor: Underground                                                                    | DreamWorks Interactive                                | PS        | N/A               | GBA4 | N/A             |
| 2002 | メダル・オブ・オナー アライドアサルト Medal of Honor: Allied Assault                           | 2015, Inc.                                            | N/A       | Windows           | N/A  | Mac OS X, Linux |
| 2002 | メダル・オブ・オナー 史上最大の作戦 Medal of Honor: Frontline                                  | EA LA                                                 | PS2, PS31 | Xbox              | GC   | N/A             |
| 2002 | メダル・オブ・オナー アライドアサルト リロード2 Medal of Honor: Allied Assault Spearhead       | EA LA                                                 | N/A       | Windows           | N/A  | Mac OS X, Linux |
| 2003 | メダル・オブ・オナー アライドアサルト リロード2ND2 Medal of Honor: Allied Assault Breakthrough | TKO Software                                          | N/A       | Windows           | N/A  | Mac OS X, Linux |
| 2003 | メダル・オブ・オナー ライジングサン Medal of Honor: Rising Sun                                 | EA LA                                                 | PS2       | Xbox              | GC   | N/A             |
| 2003 | メダル・オブ・オナー アドバンス Medal of Honor: Infiltrator                                    | Netherock Limited                                     | N/A       | N/A               | GBA  | N/A             |
| 2004 | メダル・オブ・オナー パシフィックアサルト Medal of Honor: Pacific Assault                      | EA LA                                                 | N/A       | Windows           | N/A  | N/A             |
| 2005 | メダル・オブ・オナー ヨーロッパ強襲 Medal of Honor: European Assault                           | EA LA                                                 | PS2       | Xbox              | GC   | N/A             |
| 2006 | メダル・オブ・オナー ヒーローズ Medal of Honor: Heroes                                         | Team Fusion                                           | PSP       | N/A               | N/A  | N/A             |
| 2006 | Medal of Honor                                                                                 | EA Mobile                                             | N/A       | N/A               | N/A  | 携帯電話        |
| 2007 | メダル・オブ・オナー ヴァンガード Medal of Honor: Vanguard                                     | EA LA, Budcat Creations                               | PS2       | N/A               | Wii  | N/A             |
| 2007 | メダル・オブ・オナー エアボーン Medal of Honor: Airborne                                       | EA LA                                                 | PS3       | Windows, Xbox 360 | N/A  | 携帯電話3       |
| 2007 | メダル・オブ・オナー ヒーローズ2 Medal of Honor: Heroes 2                                      | EA LA, EA Canada                                      | PSP       | N/A               | Wii  | N/A             |
| 2010 | メダル・オブ・オナー Medal of Honor                                                            | デンジャークロース・ゲームス, EA Digital Illusions CE | PS3       | Windows, Xbox 360 | N/A  | N/A             |
| 2012 | メダル・オブ・オナー ウォーファイター Medal of Honor: Warfighter                               | デンジャークロース・ゲームス                          | PS3       | Windows, Xbox 360 | N/A  | N/A             |
| 2020 | Medal of Honor: Above and Beyond                                                               | Respawn Entertainment                                 | N/A       | Windows           | N/A  | Oculus VR       |
| 注 1. PS3版『史上最大の作戦』はHDリマスター版。 2. 『アライドアサルト』の拡張パック。 3. 携帯電話版のみIronmonkey Studiosが開発を担当。他のバージョンと内容が大きく異なる。 4. GBA版のみRebellion Developmentsが開発を担当。 |                                                                                                |                                                       |           |                   |      |                 |

ほとんどのタイトルはFPSだが、『アドバンス』および携帯電話版『エアボーン』は見下ろし型のアクションゲームである。また、携帯電話版『Medal of Honor』は横スクロールアクションである。

### 関連作品
- メダル・オブ・オナー ヨーロッパ強襲（日本スピンオフ小説、著：柘植久慶、中央公論新社）
- メダル・オブ・オナー バルジ突破（日本スピンオフ小説、著：柘植久慶、中央公論新社）

### 開発中止
- Medal of Honor: Fighter Commander（2002年開発中止）
- Medal of Honor: Rising Sun 2（2006年開発中止）
- Medal of Honor: Airborne PS2版&Wii版（2007年開発中止）
- Medal of Honor: Heroes 3（2008年開発中止）